# Richard McCallum (cầu thủ bóng đá)
Richard McCallum (sinh ngày 24 tháng 4 năm 1984) là một cầu thủ bóng đá người Jamaica thi đấu cho Waterhouse, ở vị trí thủ môn.

## Sự nghiệp

### Câu lạc bộ
McCallum từng thi đấu bóng đá cho Wadadah, Invaders United và Waterhouse. McCallum was named CHEC Player of the Month for tháng 4 năm 2014.

### Quốc tế
Anh ra mắt quốc tế cho Jamaica năm 2006. McCallum has also featured for Jamaica at under-17, under-20 và under-23 levels.